# Ануфриев, Владислав Григорьевич
Владисла́в Григорьеви́ч Ану́фриев (род. 1 декабря 1937, Бугульма, Татарская АССР, РСФСР, СССР) — советский государственный и партийный деятель. Второй секретарь ЦК КП Казахстана (1989—1991).

## Биография

### Образование
Окончил Украинскую сельскохозяйственную академию (1962), Киевский институт народного хозяйства (1973) и Академию общественных наук при ЦК КПСС (1982).

### Трудовая деятельность
С 1962 г. на хозяйственной и партийной работе в Карагандинской области.
В 1975—1977 гг. — первый секретарь Нуринского райкома (Карагандинская область) КП Казахстана.
В 1977—1985 гг. — секретарь Карагандинского обкома КП Казахстана.
В 1985—1986 гг. — заведующий отделом ЦК КП Казахстана.
В 1986—1988 гг. — первый секретарь Талды-Курганского обкома КП Казахстана.
В 1988—1989 гг. — секретарь ЦК КП Казахстана.
В 1989—1991 гг. — второй секретарь ЦК КП Казахстана.
С 28 августа по 7 сентября 1991 года — и. о. первого секретаря ЦК КП Казахстана (после отставки Нурсултана Назарбаева).
Делегат XIX партийной конференции от Талды-Курганской партийной организации. Народный депутат СССР (1989—1991).

## Награды и звания
- Орден Октябрьской Революции;
- Орден Трудового Красного Знамени;
- Орден «Знак Почёта»;
- Орден Дружбы народов;
- Звание «Почётный гражданин Осакаровского района» (27 сентября 2000) — за особые заслуги перед районом, плодотворную государственную, общественную деятельность и в связи с 60-летием района[2][3].